# قانون گونه‌های در خطر

همه رده‌ها

قانون گونه‌های در خطر (فرانسوی: Loi sur les espèces en péril , SARA) بخشی از قانون فدرال کانادا است که در ۱۲ دسامبر ۲۰۰۲ در کانادا به قانون تبدیل شد. این برنامه برای برآورده کردن یکی از تعهدات کلیدی کانادا در کنوانسیون بین‌المللی تنوع زیستی طراحی شده است. هدف این قانون جلوگیری از ناپدید شدن گونه‌های حیات وحش در کانادا با حفاظت از جانداران در معرض خطر یا در تهدید و زیستگاه‌های آنها است. همچنین گونه‌هایی را که هنوز در معرض خطر نیستند، اما وجود یا زیستگاه آنها در خطر است، مدیریت می‌کند.